# Рославец (деревня)
Ро́славец — деревня в Вяземском районе Смоленской области России. Входит в состав Мещёрского сельского поселения. По состоянию на 2007 год постоянного населения не имеет. 
Расположена в восточной части области в 12 км к северо-востоку от Вязьмы, в 6 км южнее автодороги М1 «Беларусь». В 1,5 км севернее деревни расположена железнодорожная станция Мещёрская на линии Москва — Минск.

## История
В годы Великой Отечественной войны деревня была оккупирована гитлеровскими войсками в октябре 1941 года, освобождена в марте 1943 года.